# 奇萊北峰
奇萊主山北峰（きらいしゅさんほっぽう）は台湾の花蓮県秀林郷に位置する標高3,607mの山。山域は太魯閣国家公園に属する。

## 概要
奇萊山の最高峰であり、台湾百岳では16位で、「十峻」「一奇」に選ばれている。
三角錐のような形をしており、西北西側は切り立った崖、南側は緩やかな斜面をしている。
太魯閣国家公園の設立や登山道整備などで多少難易度は低くなったものの、急峻な山であり気候も変動しやすいことから、台湾で最も登山事故が多発する場所であり、「黑色奇萊」とも呼ばれている。